# Eduardo Subirats
Eduardo Subirats Rüggeberg nació en Barcelona en 1947. Intelectual español de ascendencia alemana. Creció en Barcelona durante el franquismo del que escapó a Paris y posteriormente a Berlín. Se vio relacionado en las escaramuzas estudiantiles contra la policía militar fascista.

## Biografía
Estudió en el Paris y Berlín de los años setenta. Ha sido profesor de filosofía, arquitectura, literatura y teoría del arte y la cultura en São Paulo, Barcelona, Caracas, Madrid, México y Princeton. Infatigable viajero, ha dado conferencias desde China hasta el Amazonas, y de Berlín a Sanlúcar de Barrameda. Expulsado de la Universidad de Barcelona en 1981. Más tarde fue obligado a huir del Madrid de 1992 por su limitada autoconciencia histórica. En la cultura oficial española, Subirats es un escritor censurado precisamente por su crítica de esa realidad española. Está más en casa en los Estados Unidos, México y Brasil. Autor de más de cuarenta libros, en ediciones individuales y colectivas. (Tomado de Deconstrucciones hispánicas)

## El Hombre y su Obra
Si hay una lamentación reiterada en escritores e intelectuales nacidos en las décadas del franquismo es la de no haber encontrado ambientes de estímulo intelectual en instancias institucionales, lo que ha justificado el deseo de buscar en el exterior o en los márgenes internos lo que no existía en las instituciones educacionales o de formación cultural. En ese panorama, los viajes juveniles hacia centros de la cultura europea representaron la necesidad de una verdadera “puesta al día” con las ideas críticas o las tendencias del pensamiento hegemónicas en Francia, Inglaterra o Alemania, aunque en la vieja tradición española y particularmente catalana, tal como sucedió con el Modernismo, la mayor atracción la suscitaba Francia. Además de lecturas y teorías se buscaban maestros y experiencias vitales e intelectuales. En el caso de Subirats, el encuentro con aquellos a los que reconocerá como sus maestros exigió como condición de realización el desplazamiento, el viaje con el sentido de una búsqueda. 
Por haber nacido a finales de los 40 en una España en conflicto, Subirats debió atravesar los años de la primera formación intelectual durante el franquismo, sufrir las consecuencias del corte brusco producido con respecto al momento cultural de la Segunda República y, más aún, padecer con la falta de maestros. Fenómenos ligados a las transformaciones económicas resultantes de la industrialización de la posguerra (migraciones, crecimiento urbano, economía de consumo, reordenamiento de las relaciones de trabajo) hicieron sentir de tal modo sus efectos en la estructura material y en los imaginarios sociales que exigieron nuevas perspectivas de análisis.
Graduado de la Universidad de Barcelona en 1978, no resulta difícil ahora entender el hecho de que Eduardo Subirats esgrimiera sus primeras armas de polemista hacia finales de la década del 70 en contra de un cierto Lukács –del bloque soviético burocratizado– y sobre todo, de Manuel Sacristán, difusor y traductor del teórico húngaro en España, interviniendo, de ese modo, en los debates de las izquierdas europea y española simultáneamente. Es en el contexto de esas polémicas donde Subirats define y defiende con ardor sus propuestas en torno a una “filosofía crítica” y a un “pensamiento crítico radical” que continuará desarrollando en los años posteriores.
Eduardo Subirats Rüggeberg nació en 1947 en Barcelona. Desde finales de la década del 70 viene desarrollando una ingente y original obra ensayística. Hasta el presente, ella se compone de dos tipos de textos: por un lado, los de carácter periodístico tanto por el estilo como por la forma de circulación; por otro, los ensayos que exigen un trabajo más teórico y denso. Además, y por entender que el intelectual debe participar críticamente en la sociedad de la que forma parte, se cuenta entre los escritores que toman posiciones, no eludiendo la polémica y el conflicto. En su obra, la mayoría de los títulos proponen bellas y sugestivas metáforas o deben ser leídos como secretas alusiones. 
En una introducción firmada en Barcelona en el otoño de 1977 que antecede a los dos ensayos que conforman Contra la razón destructiva, se adivina una declaración de principios o de acto de fundación de un programa de pensamiento. En lo esencial, la “filosofía crítica” o la “crítica radical” que propone el ensayista debe asumir hasta sus últimas consecuencias la defensa del sujeto de la protesta, de la resistencia. Además, desde los primeros ensayos, el autor establece un diálogo con la escuela de Frankfurt, sobre todo con Adorno y su teoría crítica, a la cual adhiere en sus posiciones esenciales.
La manera de desplegar una crítica que se conecta, para coincidir o para divergir, con un espectro múltiple y complejo de pensamiento, que va de la filosofía a la política, del arte a la ciencia, que dialoga con autores internacionales y locales, será la característica en los ensayos del autor. Proveniente de la filosofía, Subirats dialoga permanentemente con otros campos de conocimiento porque lo que le interesa es elaborar una teoría crítica de la cultura contemporánea, y para tal propósito se hace necesario conectar las visiones de la política, de la estética y de la ética desde una perspectiva transdisciplinaria. Su filosofía crítica le permite construir un sistema de pensamiento que se concibe como una reflexión sobre los conflictos del presente, la cual, más que presuponer, exige la claridad en la teoría y en la acción.
Una serie de ensayos nos dan la oportunidad de apreciar las estrategias de un ensayista riguroso que trabaja con un plan previamente meditado, de manera que el detalle –una imagen, un fragmento, un gesto– sea justificado finalmente por una tesis desarrollada sin vacilaciones. 
En 1979 –un año clave para el ensayista– empieza a pensar más seriamente en la “insuficiencia” de la Ilustración española con respecto a la tradición ilustrada europea y, particularmente alemana. Comienza a gestarse una línea visible de ensayos que toman como tema de reflexión el lugar de las vanguardias en la modernidad, que se definiría en otra línea fundamental y persistente de los ensayos de Subirats que se traza a partir de las problemáticas de las vanguardias. 
La notable resonancia de su obra desde la segunda mitad de los 80 y, sobre todo, de los 90 se debe, en gran parte, al lugar que fue ocupando como teórico y especialista de los movimientos de vanguardia, sobre los que demuestra poseer amplio conocimiento. 
En el conjunto de esas cuestiones Subirats no podía soslayar uno de los aspectos centrales de la modernidad estética: la crisis de la representación que se traduce en la literatura por el antirrealismo y en las artes visuales, en la abstracción. No sólo con referencia al período de las vanguardias sino también al actual, el ensayista insiste en el valor de la memoria, señalando que en el contexto europeo de las últimas décadas el olvido tuvo como efecto el deterioro de las relaciones humanas y de la naturaleza, aunque lo más visible sea la prosperidad.
Sin duda el pensamiento de Subirats se fue desarrollando de acuerdo con una coherencia durante casi treinta años. Por supuesto, como corresponde a un ensayista que reflexiona sobre los problemas del presente, la lectura en una secuencia cronológica de sus textos muestra –y no podría ser de otra forma– la aparición de nuevos núcleos de interés y la desaparición de otros que se volvieron inactuales. De todas maneras, éstos tal vez no desaparezcan del todo sino que, sometidos a nuevas reformulaciones, sean retomados, ya que una de las características del autor consiste en el trabajo de sorprender continuidades y rupturas culturales. Por razones obvias, adquirieron un peso que no poseían en el pasado las problemáticas de la cultura mediática y del espectáculo, y los dilemas de una sociedad que avanza regida por la comunicación electrónica de masas y por el simulacro como un principio de la nueva cultura del presente.

## Obras
Eduardo Subirats ha desarrollado una obra inmensa y original, que se compone de dos tipos de textos: por un lado, los de carácter periodístico (por el estilo y la forma de circulación); por otro, los ensayos (que exigen un trabajo más teórico y denso). Partiendo del entendimiento de que el intelectual debe participar críticamente en la sociedad de la que forma parte, se cuenta entre los escritores que toman posiciones, no eludiendo la polémica y el conflicto.

## Obra
- Utopía y subversión (1975)
- Figuras de la conciencia desdichada (1979)
- La ilustración insuficiente (1981)
- El Alma y la Muerte (1983)
- La flor y el cristal (1986)
- La cultura como espectáculo (1988)
- El final de las vanguardias (1989)
- Metamorfósis de la cultura moderna (1991))
- La transfiguración de la noche: la utopía arquitectónica de Hugh Ferriss (1992)
- Después de la lluvia: sobre la ambigua modernidad española (1993)
- El continente vacío: la conquista del nuevo mundo y la conciencia moderna(1994)
- Linterna Mágica: vanguardia, media y cultura tardomoderna (1997)
- Culturas virtuales (2001)
- Intransiciones: Crítica de la cultura española (2002)
- El reino de la belleza (2003)
- Viaje al fin del paraíso (2004)
- Una última visión del paraíso: ensayos sobre media, vanguardia y destrucción de culturas en América Latina (2004)
- Informe para la Academia sobre la revisión de las memorias culturales ibéricas y latinoamericanas, consideradas desde un punto de vista teológico, literario y artístico y, muy en particular, filosófico, seguido de algunas propuestas sobre los medios para ejecutarla. (2005)
- Violencia y Civilización (2006)
- El muralismo mexicano. Mito y esclarecimiento (2018)